# Kosmiczne jaja
Kosmiczne Jaja (ang. Spaceballs) – amerykański parodystyczny film SF w reżyserii Mela Brooksa. Nakręcony został w 1987 z budżetem 25 mln dolarów.
Kosmiczne Jaja postrzegane są jako parodia Gwiezdnych wojen George'a Lucasa, choć Brooks sparodiował w nim wiele innych filmów SF (np. teleportację ze Star Treka, a bohater grany przez Johna Hurta ma na imię Kane – identycznie jak bohater grany przez tego samego aktora w filmie Obcy – ósmy pasażer Nostromo)
Otrzymał mieszane recenzje; serwis Rotten Tomatoes przyznał mu wynik 54%.

## Opis fabuły
Prezydent Skroob deleguje swojego pomocnika, Lorda Hełmofona, by porwał księżniczkę Vespę i uwolnił ją, dopiero gdy jej ojciec udostępni kody pozwalające wyssać całe powietrze z jego planety – Druidii. Kosmiczny wagabunda Lone Starr i jego towarzysz Barf muszą szybko spłacić dług gangsterowi Pizza the Hutt. Aby zdobyć potrzebne pieniądze, podejmują się zadania uwolnienia i zwrócenia Vespy, zlecanego przez króla Druidii.

## Obsada
- Mel Brooks Prezydent Skroob / Yogurt
- John Candy Barf
- Rick Moranis Lord Hełmofon
- Bill Pullman Lone Starr
- Daphne Zuniga Księżniczka Vespa
- George Wyner Pułkownik Sandurz
- Dick Van Patten Król Roland z Druidii
- Joan Rivers Dot Matrix (głos)
- John Hurt Kane